# 씨에스윈드
씨에스윈드는 대한민국의 풍력발전타워 제조, 기술 개발업체이다.

## 역사
설립자인 김성곤은 사우디아라비아의 건축 자재 회사에서 근무하였다. 1984년에 설립되었으며 건축 자재와 부품을 생산하기 시작했다. 나중에 회사는 화석 연료 연소 발전소의 굴뚝을 만들었다. 2003년에 굴뚝 건설에서 풍력 터빈 타워로 전환했다.

## 사업장 현황
씨에스윈드는 중국, 말레이시아, 대만, 튀르키예, 포르투갈, 미국, 베트남에 제조 시설을 보유하고 있다. 콜로라도 푸에블로에 있는 이 회사의 미국 공장은 2021년 베스타스에서 인수되었으며 대규모 확장을 거치고 있다.